# チーフ・キーフ
チーフ・キーフ (英: Chief Keef、本名: キース・コザート、1995年8月15日 - ) とは、アメリカ合衆国イリノイ州シカゴ出身のラッパー、ソングライター、音楽プロデューサーである。2010年代のシカゴドリルを代表するアーティストの1人で、その後のシーンに大きな影響を与えた人物として知られている。
2011年からミックステープをリリースし、徐々に知名度を獲得。2012年に楽曲「I Don't Like」がカニエ・ウェストによってリミックスされヒットする。同年のデビューアルバム『Finally Rich』は全米アルバムチャートにて、初登場29位を記録した。その後はアルバム『Bang 3』（2015年）やミックステープ『Dedication』（2017年）などをリリースしている。

## 人物
チーフ・キーフはGlory Boys Entertainmentというレコードレーベルを運営している。

### 家族
チーフ・キーフは16歳の時に娘が誕生し、現在は子供が5人いる。

## ディスコグラフィ

### スタジオアルバム
- Finally Rich (2012年)
- Bang 3 (2015年)
- Bang 3, Part 2 (2015年)
- Dedication (2017年)
- 4Nem (2021年)
- Almighty So 2  (2024年)